# Wasa-Tor

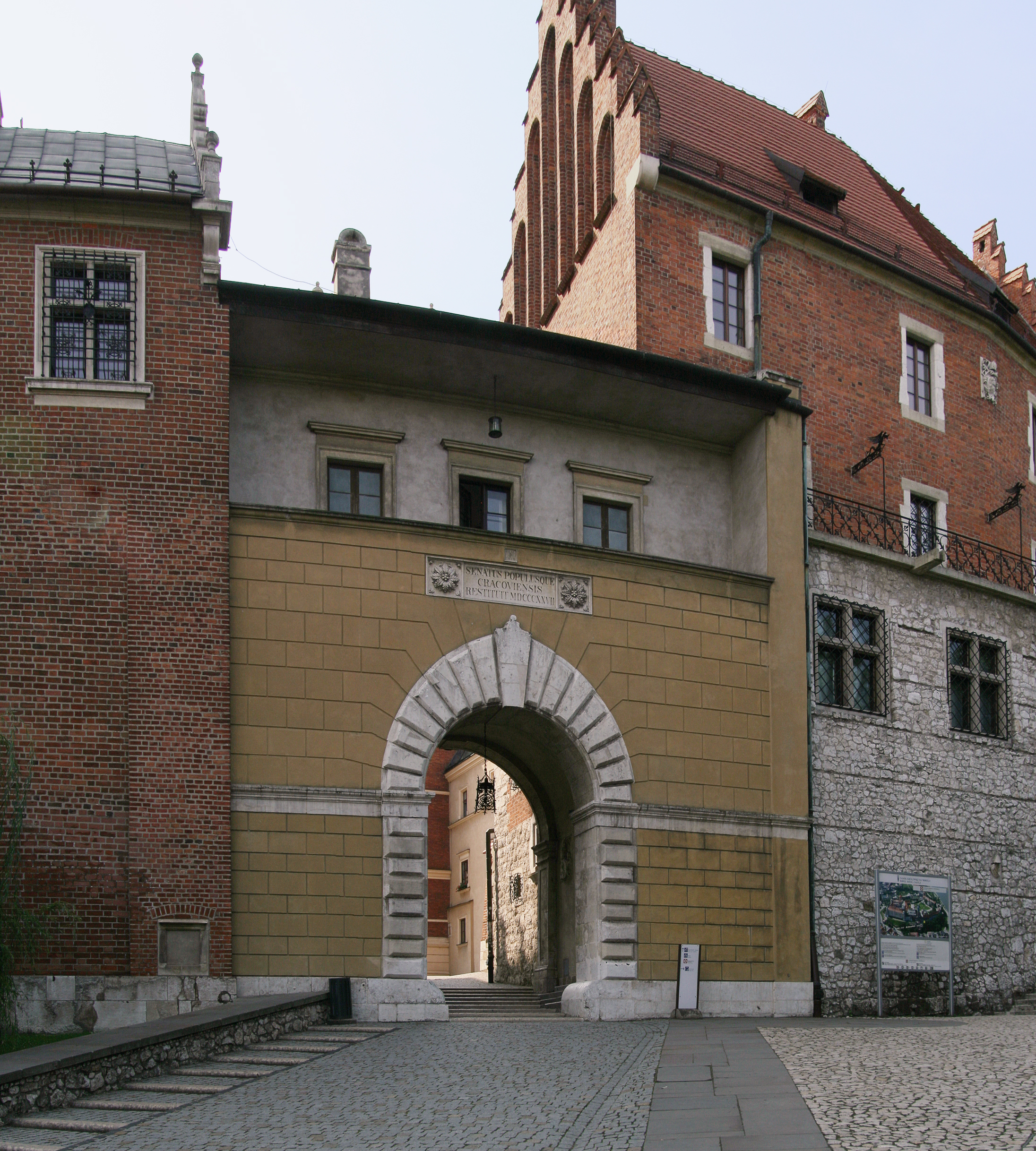
Wasa-Tor, Außenansicht

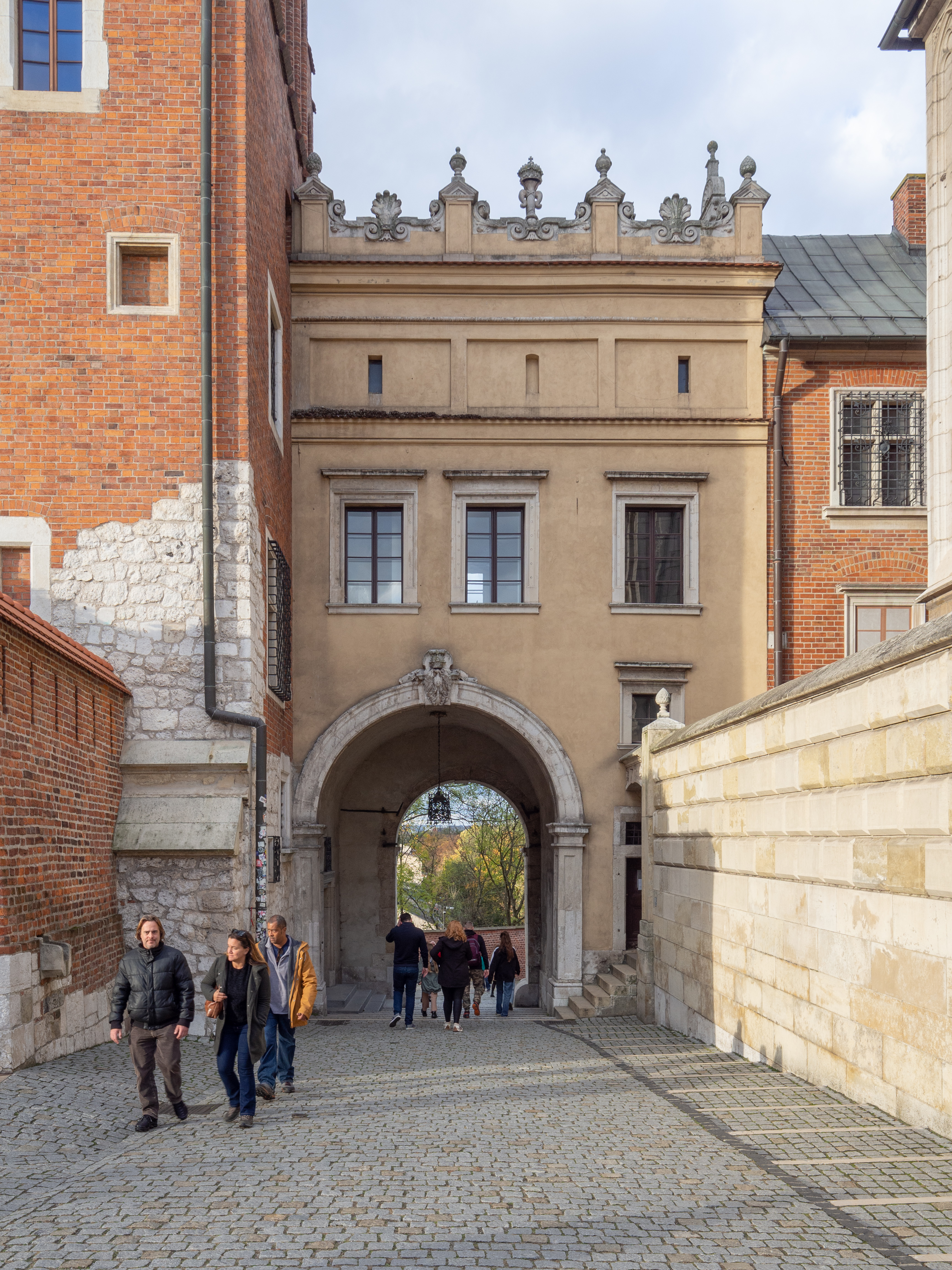
Wasa-Tor, Innenansicht

Das Wasa-Tor (polnisch Brama Wazów) ist ein historisches Gebäude auf dem Wawel in der Altstadt von Krakau in unmittelbarer Nähe zur Wawel-Kathedrale und zum Kathedralmuseum auf dem Wawel. Bis ins 19. Jahrhundert war es der einzige Zugang zum Wawel.

## Geschichte
Ursprünglich stand hier ein gotisches Tor. 1591 wurde es durch das Renaissance-Tor ersetzt, das der polnisch-litauische König Sigismund III. Wasa in Auftrag gab. Das Tor ist nach ihm und seinen Söhnen benannt, die beide ebenfalls Könige von Polen-Litauen wurde. Zum Komplex gehörte ursprünglich auch eine Bastei und ein weiteres vorgelagertes Tor mit zwei Wehrtürmen. Die weiteren Anlagen wurden 1824 abgetragen. 1827 wurde das Tor zudem um ein Geschoss verkleinert, und eine Loggia mit drei Fenstern wurde an die Außenseite des Tors angebracht. An die Erneuerung erinnert die Inschrift SENATUS POPULUSQUE CRACOVIENSIS RESTITUIT MDCCCXXVII. Auf der Innenseite sind eine manieristische Attika sowie die Wappen von Polen und der Vasa angebracht. Im Durchgang sind drei marmorne Grabplatten aus der Wawel-Kathedrale sowie die Wappen von Polen und der Odrowąż aus dem 15. Jahrhundert eingemauert, die sich ursprünglich in der Schatzkammer der Wawel-Kathedrale befunden haben. 1890 wurde das Tor erneut restauriert.